# 柴灣華人永遠墳場

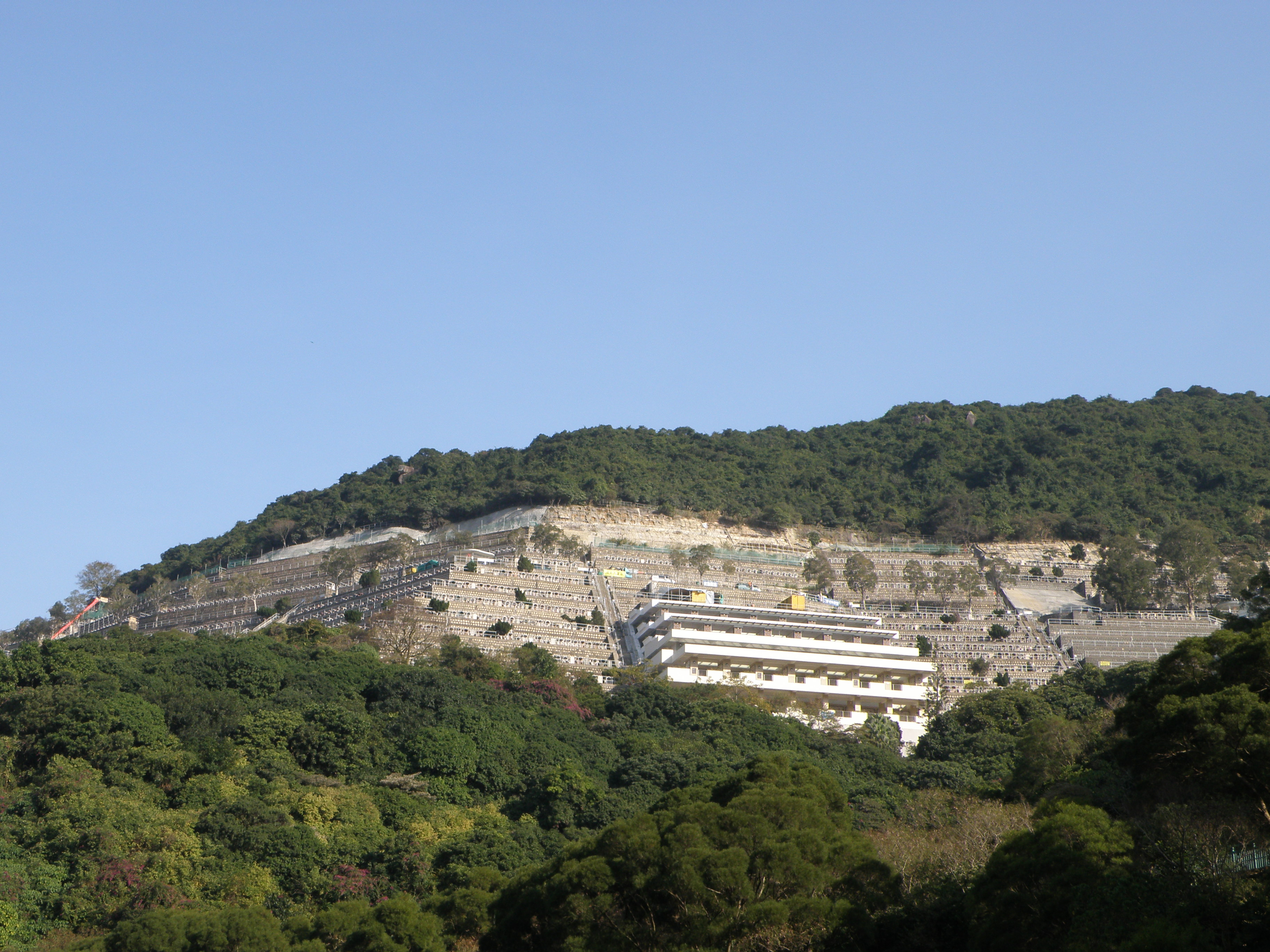
柴灣華人永遠墳場

柴灣華人永遠墳場（英語：Cape Collinson Chinese Permanent Cemetery）是華人永遠墳場管理委員會轄下第三所成立的墳場，位於香港柴灣歌連臣角，於1963年8月1日落成啟用，1966年增建骨灰龕位及金塔墓地，另外又分別於1981年及1991年興建兩座靈灰閣，提供普通龕位、家族龕位及骨殖龕位等，配合市民不同的需求，而第三靈灰閣亦已於2016年落成啟用。
為響應環保及為掃墓人士提供空氣清新的環境，推出「環保區」的新規劃概念，於「環保區」的龕位或金塔墓地設施範圍內，禁止點燃香燭及化寶；在設施範圍外另設祭祀區，供市民進行燒香及化寶等祭祀儀式。
到2023年10月19日，連接柴灣新廈街與哥連臣角新廈靈灰安置所的扶手電梯及行人通道系統投入運作，同時設置了新骨灰安置所大樓，提供2.5萬個骨灰龕位，造價近8億元。記者指從新廈街乘搭扶手電梯，連計步行時間，只需4分鐘。有拜祭先人的市民表示以往至少要步行30分鐘，現在有扶手電梯後時間減少一半，感覺輕鬆很多。 扶手電梯共有12條及分成6段，由《蒂升電梯香港有限公司》製造。

## 交通指南
可參考哥連臣角新廈靈灰安置所#交通指南

## 下葬和火化名人
- 蔣法賢，OBE，JP（1903年2月27日－1974年12月22日），香港醫生、教育家和慈善家[4][5]
- 鍾期榮，GBS（1920年7月29日－2014年3月2日），首位中國女法官、香港樹仁大學首任校長[6][7][8]
- 林尚義（1934年12月14日－2009年4月23日），香港退役足球運動員、著名電視足球評述員暨教師，和影視兩棲演員[9]
- 鄧景輝（1964年2月15日－2015年12月24日），前新聞主播[10]
- 蔡伯勵，GBS（1922年12月28日－2018年7月26日），香港堪輿曆學家、慈善家暨蔡真步堂第三代繼承人[11][12]
- 歐文偉（1939年12月13日－1968年11月10日），中環恒生銀行大廈五級火中殉職的香港消防員[13][14][15]
- 任錦球（1927年4月3日－1969年3月24日），水警警目，編號3499，血洗水警輪案中殉職的香港警察，香港演員任達華及前警務處副處長任達榮之父[16][17][18]
- 李晨風（1909年6月1日－1985年5月21日），著名粵語片導演[19][20]
- 吳一嘯（1910年10月10日－1964年7月9日），香港著名粵劇撰曲家、粵語片導演、編劇、製片人暨作曲家[21][22][23]
- 子喉七，原名劉海東（1888年－1965年3月24日），香港粵劇及電影演員[24]
- 楊蔭浩（1898年8月23日－1967年5月7日），宏記有限公司董事長兼總經理[25]
- 李　婷，原名李中婷（1944年12月24日－1966年8月28日），香港國語片演員[26][27]
- 岑維休（1897年7月6日－1985年12月19日），香港馳名報人、企業家和慈善家，《華僑日報》創辦人[28][29][30][31]
- 侯　亨（1866年[32]－1923年6月6日），香港第一位華籍督察[33]
- 卞玉瑛（1958年4月6日[34]－1974年12月16日），跑馬地紙盒藏屍案死者[35][36][34][37][38][39]

## 鄰近
- 哥連臣角新廈靈灰安置所
- 哥連臣角火葬場
- 香港佛教墳場
- 歌連臣角回教墳場
- 西灣國殤紀念墳場
- 柴灣歌連臣角天主教聖十字架墳場
- 大潭峽
- 大潭郊野公園
- 石澳郊野公園
- 大潭峽懲教所（曾改為勵志更生中心）

## 外部連結
- 華人永遠墳場管理委員會 - 柴灣華人永遠墳場 （页面存档备份，存于）